# Gyöngyöspata
Gyöngyöspata város Heves vármegye Gyöngyösi járásában. Magyarország egyik legkisebb városa.

## Fekvése
Gyöngyöspata a Mátra délnyugati lábánál, Gyöngyöstől 11 km-re nyugatra, a 2402-es és a 2406-os utak találkozásánál fekszik.

## Története

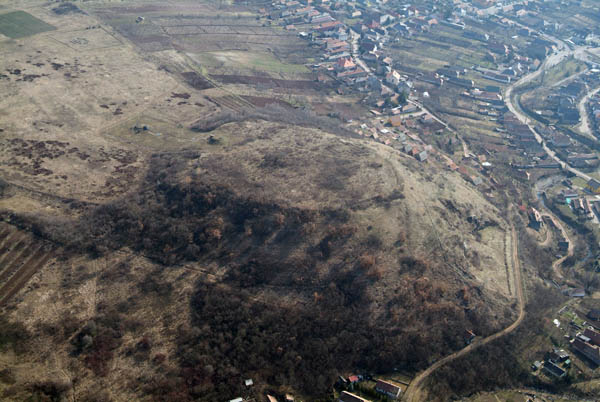
Az egykori gyöngyöspatai vár dombja

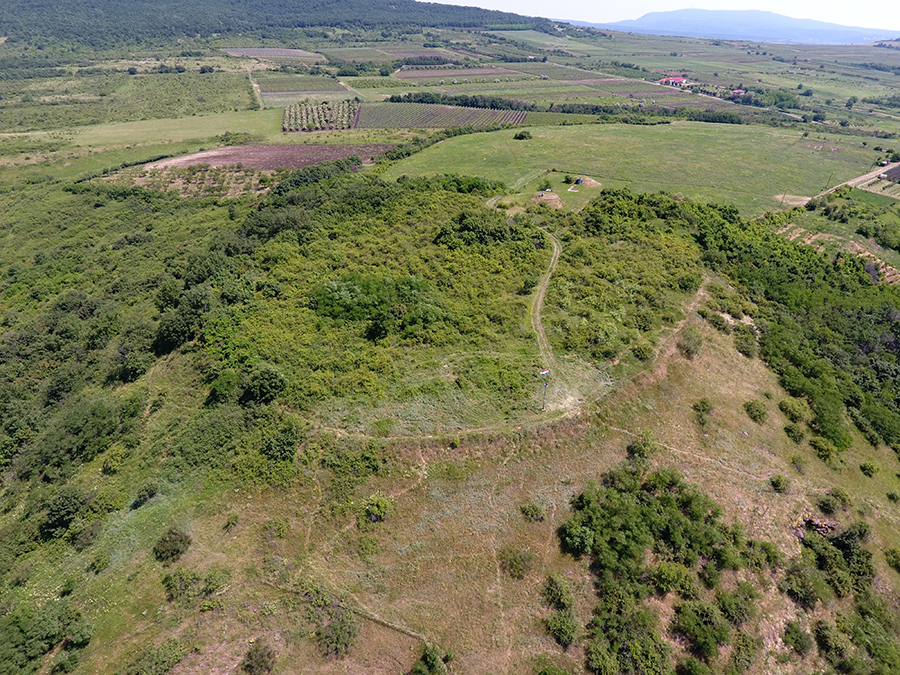
Gyöngyöspata - a vár légi felvételen

Ez a terület már a magyarok előtt is lakott volt. Vaskori, avar és a honfoglalás kori sírokat is tártak itt fel. A honfoglalás idején az Aba nemzetségnek jutott a terület. A településen a 10. században várat építettek (Pata vára).
Anonymus szerint:„…Akkor Árpád vezér nagy földet adott Ednek és Edemennek a Mátra erdőiben, ahol az unokájuk, Pata később várat épített.” Az ásatásokból kiderült, hogy a vár Gyöngyöspata felett emelkedett: őseink a fennsík peremén 4-5 méter széles árkot ástak, és annak belső oldalától két méterre agyagba ágyazott, kb. 400 méter kerületű kőfalat raktak. Erre szorosan egymás mellé fektetett vaskapcsokkal összefogott rönköket fektettek. A faépítményt agyaggal tiporták be, helyenként kürtőket is falaztak. A fát meggyújtották, s az vörös tömbökben kiégette a feldombolt agyagot. Így készítették el a 3-6 méteres sáncot.
Pata rokonságban állt a nagyfejedelem családjával. Új kapcsolat szövődött közöttük, amikor későbbi utóda, Aba Sámuel 1010 körül feleségül vette Géza fejedelem lányát. 1010-ben épült a vár mellett, a Póctetőn a főesperességi templom, a Szent Péter-templom, ahonnan 40 település egyházi életét irányították.
1234-ben II. András király Sükkösd fia Demeter, királyi főétekfogónak ajándékozta, aki a Nekcseyek őse volt.
1299-ben Demeter unokái örökölték a birtokot, Sándor fia Demeter lett Gyöngyöspata gazdája. 1301-ben az Abák nagy része birtokát vesztette: Csák Mátéval és Aba Amadéval szövetkeztek Károly Róbert ellen, ám a rozgonyi csata megpecsételte a sorsukat. Nekcsey Demeter viszont megmaradt a király hűségén, műveltsége, egyetemi tanulmányai alapján a királyi udvar körül csoportosuló fiatal nemesek, lovagok irányítójává vált. 1316-ban elnyerte a tárnokmesteri méltóságot is, így ő intézhette a királyi pénzügyeket 1338-ig. Nevéhez kapcsolódik a firenzei mintára vert aranyforintot megteremtő pénzreform bevezetése is. (A helyi általános iskola ma az ő nevét viseli.)
A 14. században Demeter tárnokmester unokái, Sándor és Miklós voltak Pata kegyurai, akik a birtokrészről lemondó Péter öccsüket 1300 márka arannyal, 10 vég különösen finom posztóval és 60 lóval kártalanították. A század végén Ilosvai Leusták és az Aba nembeli Kompolti István próbálta megszerezni a birtokot, de Zsigmond király Szécsényi Frank országbírónak és nejének, Kont Katalinnak adta zálogba 2000 aranyforintért.

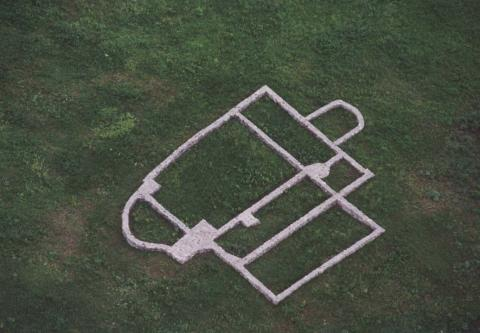
Az 1010 körül épített, főesperességi Szent Péter-templom romjai, amely egykor negyven település egyházi központjául szolgált a vár közelében

1455-ben és 1460-ban Guthi Országh Mihály és Losonczy Albert kapta meg Szécsény Lászlótól 40 000 forintos zálogkölcsön fejében Gyöngyöst és környékét, így a patai birtokot is.
A várat 1459-ben – más források szerint 1460-ban – cseh husziták támadták, sőt meg is szállták a cseh Giskra emberei, Zagyvafői Andriskó és Ulrik vezetésével, kb. 600 fő lovas és szekerező gyalogos sereggel. Héderváry László egri püspök a királyt hívta segítségül, amire válaszul Hunyadi Mátyás Rozgonyi Sebestyént küldte a husziták ellen. Hosszú alkudozás és a zsoldosok szétszéledése után Mátyás király személyes vezetésével indult meg az ostrom. Végül a király serege itt vívta meg első győztes csatáját: július 18-án a csehek szabad elvonulás fejében feladták a várat. Mátyás király a sok és „súlyos kárt szenvedett” Patát mezővárosi rangra emelte, és mentesítette a kamarai adó alól. Kegyúri jogon káplánjának, Nenkei György egri kanonoknak adta a 100 aranydukátot jövedelmező patai főesperességet.
A 15. században Heves vármegye harmadik legnagyobb települése volt, Eger és Gyöngyös után.
A 16. század első felében Losonczy Albert fia, István, a temesvári hős volt a falu földesura, aki Országh Mihály fiának özvegyével az egész hatalmas birtokot megörökölte. Az ő halála után családja és az Országh örökösök pereskedtek Pata birtoklásáért, amíg 1567-ben Miksa király birtokába nem került, aki Guti Országh Borbála férjének, Török Ferenc dunántúli főkapitánynak adományozta. Ez azonban már csak névleges aktus volt, hiszen 1554-ben a falu török kézre került, szultáni birtok lett, a budai pasa igazgatta. Ekkor a helyiek csekély gabonatermeléssel, állattartással és borászattal foglalkoztak. Lakossága ugyan megfogyatkozott, de még a hódoltság utolsó évében (1685) is a legnépesebbnek számított Heves fizetésképtelen falvai között.
1669-ben Hamvay Ferenc alispáné lett, akinek birtoklása után gyakran cserélt gazdát az uradalom, de a várat többé nem építették fel.
Itt írták az 1886-ban megtalált Patai graduále néven ismert 16. századi kódexet, amely gregorián és magyar nyelvű énekeket tartalmaz.
Az 1965. évi feltárás során a felszín alatt megtalálták a kőből, az átégetett földből és fából épített vár keleti szakaszainak részeit, az egykori palánkvár megszenesedett gerendamaradványait, amelyeket ezután betemettek.
2013-ban a gyöngyöspatai képviselő-testület egyhangú szavazással új címert fogadott el.[forrás?]
A közigazgatási és igazságügyi miniszter javaslatára 2013. július 15. napján városi címet kapott.

## Közélete

### Polgármesterei
- 1990–2006: Molnár Károly (független)[7][8][9][10]
- 2006–2010: Molnár József (független)[11]
- 2010–2011: Tábi László (független)[12]
- 2011–2014: Juhász János Oszkár (Jobbik)[13]
- 2014– : Hevér Lászlóné (Fidesz-KDNP)[14][15][1]

Gyöngyöspata 2006-ban megválasztott polgármestere, Molnár József 2010 tavaszán, az önkormányzati választás előtti időszakban hunyt el. Posztjának betöltésére – mivel halála április 1. és a rendes önkormányzati választás időpontja közötti időszakra esett – nem lehetett időközi polgármester-választást kitűzni, feladatait az önkormányzati ciklus hátralévő részére Paziczki László alpolgármester vette át.
A településen 2011. július 17-én azért kellett időközi polgármester-választást tartani, mert az előző év őszén megválasztott addigi polgármester, Tábi László áprilisban, a községben kialakult etnikai feszültségekre és egészségi állapotára hivatkozva lemondott posztjáról. A nagy országos sajtóérdeklődés közepette lezajlott időközi választást – meglehetősen nagy számú, összesen hét jelölt közül – Juhász János Oszkár, a Jobbik jelöltje nyerte.
A 2014-es önkormányzati választáson a hivatalban lévő településvezető mellett három kihívója is elindult, közülük a kormánypártok színeiben (Fidesz-KDNP jelöltként) induló Hevér Lászlóné 55,36 %-os eredményt ért el. (Juhász János Oszkár (Jobbik) 36,22 %-os, Dudás József (független) 5,72 %-os, Molnár László (független) pedig 2,7 %-os eredménnyel zárta a választást.

## Népessége
A település népességének változása:
| Lakosok száma | 2584 | 2533 | 2476 | 2377 | 2308 | 2321 | 2253 |
|               | 2013 | 2014 | 2015 | 2021 | 2022 | 2023 | 2024 |

2001-ben a település lakosságának 87,8%-a magyar, 11,7%-a cigány, 0,4% német és 0,1% román nemzetiségűnek vallotta magát.
A 2011-es népszámlálás során a lakosok 91,2%-a magyarnak, 12,3% cigánynak, 0,7% németnek, 0,6% románnak mondta magát (8,8% nem nyilatkozott; a kettős identitások miatt a végösszeg nagyobb lehet 100%-nál). A vallási megoszlás a következő volt: római katolikus 70,9%, református 2,6%, evangélikus 0,4%, felekezeten kívüli 5,8% (15,9% nem nyilatkozott).
2022-ben a lakosság 92%-a vallotta magát magyarnak, 4,9% cigánynak, 0,6% németnek, 0,5% románnak, 1,3% egyéb, nem hazai nemzetiségűnek (8% nem nyilatkozott; a kettős identitások miatt a végösszeg nagyobb lehet 100%-nál). Vallásuk szerint 47,1% volt római katolikus, 2,5% református, 0,3% evangélikus, 0,2% görög katolikus, 0,2% ortodox, 1,2% egyéb keresztény, 0,4% egyéb katolikus, 12,1% felekezeten kívüli (36% nem válaszolt).

### Etnikai feszültségek a településen
2011 tavaszán a település országos hírnévre tett szert a Szebb Jövőért Polgárőr Egyesület és a helyi roma lakosság közt létrejött feszültségek miatt. A polgárőrök az egyre gyakoribbá váló bűncselekmények miatt kezdtek el járőrözni március 1-jén Gyöngyöspatán, azok elkövetésével a helyi cigány lakosságot vádolva. A két oldal közötti feszültség legalább 1-2 hónapig eltartott, ezalatt több verekedés is előfordult a két csoport között, valamint a magyar radikális jobboldal számos kisebb-nagyobb szervezete felbukkant a településen, beleértve a Jobbik Magyarországért Mozgalom tagjait is.

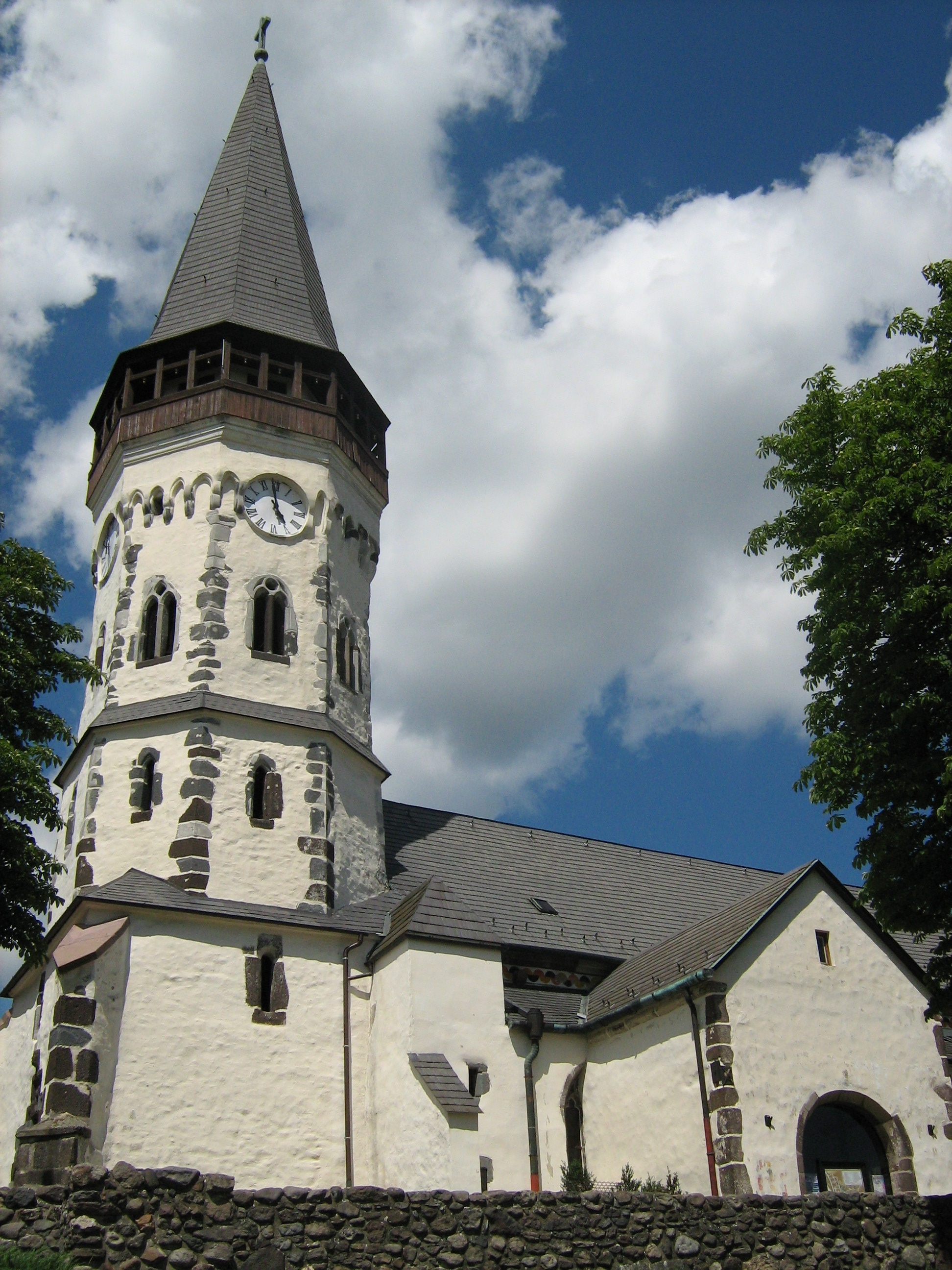
A Kisboldogasszony-templom

A kialakult helyzetre és betegségére hivatkozva Tábi László, Gyöngyöspata polgármestere áprilisban lemondott tisztségéről. Az időközi önkormányzati választásokat 2011. július 17-re tűzték ki. Nyolc jelöltet jegyeztek be a határidő lejártáig, de közülük csak egy volt pártjelölt, Juhász Oszkár a Jobbik színeiben. A tisztségért egy másik radikális személyiség, Eszes Tamás, a Véderő vezetője is versenybe szállt. Július 16-án ifj. Farkas János, a cigány vajda fia váratlanul visszalépett Matalik Ferencné javára, akit kívülről a kormánypártok is támogattak, így csak 7 emberre lehetett szavazni. A választást a Jobbik jelöltje, Juhász Oszkár nyerte 433 szavazattal, az összes leadott érvényes voks 33,8%-át szerezve meg. Matalik Ferencné 333 szavazatot (26%) gyűjtve a második lett.

## Neves személyek
- Itt hunyt el 1943-ban Teschler Béla plébános.
- Itt született Patai József (héberül: יוסף פטאי, születési nevén Klein József, írói álneve: Secundus 1882-ben zsidó származású magyar író, költő, műfordító, folklorista.

## Nevezetességei
- A 12. században épült és az idők során folyamatosan bővített, átépített Kisboldogasszony-templom a település legfőbb látványossága, illetve a benne található Jessze-fa oltár, amely Európában egyedülálló műkincs, Jézus családfáját mutatja be.
- A műemléki védettséget élvező, 18. században emelt kétnyílású barokk kőhíd rajta egy Nepomuki Szent János-szoborral,
- A Tájház, amely a helyi népművészet emlékeit mutatja be.
- Az elpusztult gyöngyöspatai vár maradványai a falu feletti Várhegyen láthatóak.
- Az esperesi templomrom[26]

## Testvértelepülések
- Patapoklosi, Magyarország
- Zetelaka, Románia